# Lavasciuga

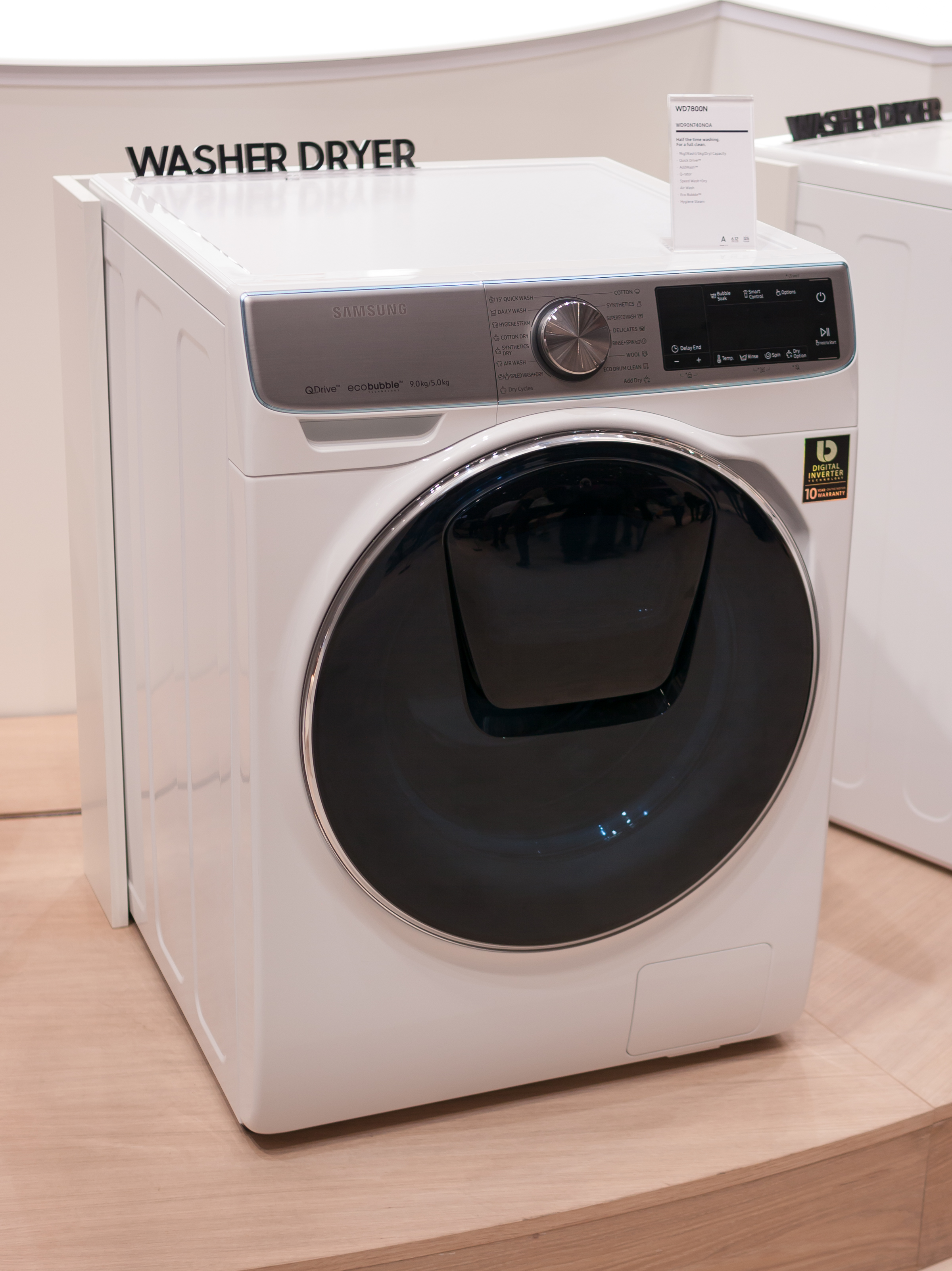
Esempio di lavasciuga

La lavasciuga è un elettrodomestico che unisce il ciclo di lavaggio a quello di asciugatura.
Il ciclo di lavaggio è identico a quello delle lavatrici, la differenza sostanziale di queste macchine è la presenza di un meccanismo che permette l'asciugatura del bucato.
La lavasciuga fa parte della categoria dei "grandi elettrodomestici", anche chiamati "elettrodomestici bianchi", a cui appartengono anche la lavatrice, il congelatore, la lavastoviglie, il frigorifero e il condizionatore.

## Storia
I primi modelli sono stati sviluppati negli Stati Uniti alla fine degli anni '50 senza trovare però molta fortuna. Compaiono poi in Europa, negli anni '60 e molto più evoluti iniziano a diffondersi sempre di più a partire dagli anni '80. Nei primi modelli statunitensi l'asciugatura avveniva con un bruciatore a gas o una resistenza che riscaldava l'aria ed un ventilatore di espulsione. La lavasciuga è un elettrodomestico molto diffuso nel Regno Unito, in quanto spesso non si ha in casa uno spazio dedito alla lavanderia e questa viene installata sotto il top della cucina.

## Descrizione e funzionamento
Nei modelli europei contemporanei l'asciugatura del bucato è affidata ad un condensatore raffreddato ad acqua o molto più raramente ad aria: un ventilatore ricircola l'aria all'interno del tamburo rotante ed una resistenza (la potenza media è di 1500 W per l'asciugatura) la mantiene a temperatura. Dietro alla vasca è montato un condotto in cui è nebulizzata acqua fredda di rete che fa condensare il vapore. Vapore condensato ed acqua vengono poi evacuati dalla stessa pompa che si occupa dello svuotamento del cesto nelle normali fasi di lavaggio.
La lavasciuga, integrando le funzioni di due elettrodomestici in uno, da una parte porta con sé la grande comodità di risparmiare lo spazio di due macchine separate ma ha insita una maggiore complessità costruttiva per via del maggior numero di componenti presenti.
Inoltre nei modelli condensati ad acqua c'è un maggior consumo idrico dovuto appunto al meccanismo di asciugatura e lo svantaggio di asciugare un carico parziale rispetto a quello di lavaggio per via del tamburo di dimensioni ridotte rispetto ad una asciugatrice di capacità pari alla lavatrice.
Se usato correttamente, questo elettrodomestico, avvantaggiato dalla moltitudine di sensori frutto della moderna elettronica, permette di ottenere ottimi risultati di asciugatura e lavaggio ma, spesso, i proclami sensazionalisti dei produttori sovrastimano le reali capacità di asciugatura lasciando i clienti poco soddisfatti, va infatti considerato che per essere asciugato correttamente un kg di biancheria di cotone ha bisogno di un volume di 18-20 decimetri cubi, quando i cesti delle lavasciuga più generose sono da 70 litri, un valore che corrisponde a non più di 4 kg di biancheria da asciugare.
In un ciclo completo, il consumo di queste macchine è quasi tutto determinato dalla componente di asciugatura: i moderni modelli presenti sul mercato hanno valori di circa 1 kWh di energia e 50 litri d'acqua utilizzati per lavaggio. Utilizzando anche la parte di asciugatura si arriva a 3-4 kWh di energia ed un'aggiunta di altri 50 litri di acqua utilizzati per il condensatore. Il consumo energetico è comparabile, se non addirittura minore, ad un'asciugatrice tradizionale ma quasi doppio rispetto a quelle che utilizzano la più evoluta tecnologia a pompa di calore.